# 棒歌ロイド
棒歌ロイド（ぼうかロイド）とは、主にゆっくりボイス (Softalk) を使って歌を歌わせた場合を指し示す名称である。

## 概要
YouTubeやニコニコ動画で、一時期頻繁に投稿された音声ファイルであった。これをもじって暴歌ロイドなる亜種も誕生している。